# 大地震兩川口津浪記
大地震兩川口津浪記（日语：／ Daijishin Ryōkawaguchi Tsunami Ki）是日本大阪府大阪市浪速區幸町的石製自然災害傳承碑，記載過去兩次南海地震引發海啸襲擊大坂（大阪），死者眾多，警示將來發生海嘯與地震時不要受此等侵害。大坂住民曾忘卻過去南海地震的海嘯，出現與過去同樣的死亡結果，故刻此碑。此碑1855年立成以來幾經移設，仍持續管理，如在碑文上墨以便閱讀。

## 背景

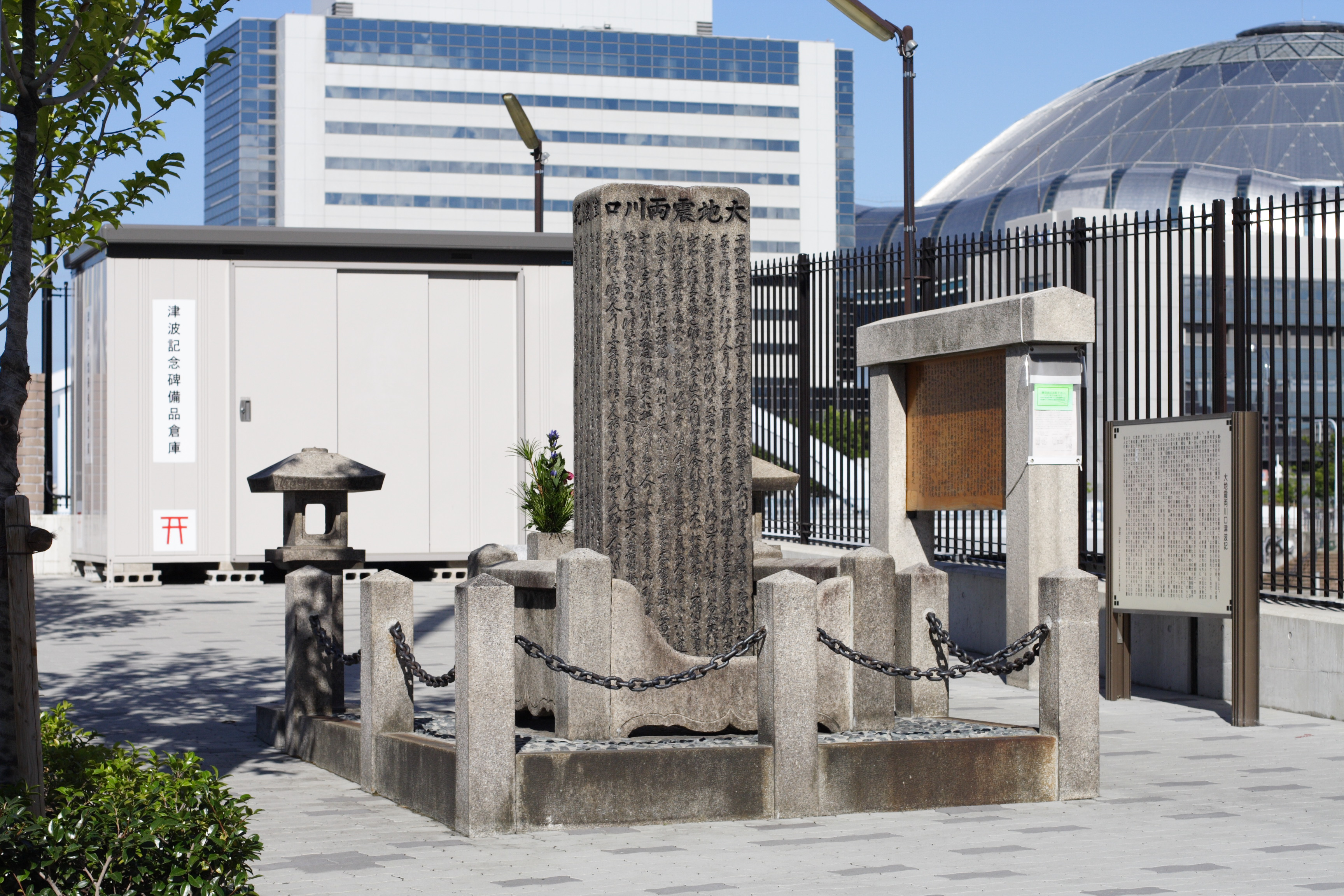
2005年整備後的大地震兩川口津浪記。相片茶色部份是補充說明石碑內容的櫸木看板。此外還設有解說石碑的看板

### 石碑建立前
京阪神地域的六甲變動如今仍在進行。由於此地殼變動，大阪平野如今仍在沉降。這也與江户时代為開發新田圍墾大阪灣相關。
要理解此碑，還需注意的是南海海槽多次發生大規模地震，有記錄的有684年白鳳地震、887年仁和地震、1096年永長地震與1099年康和地震這一組地震、1361年正平地震、1498年明應地震，以及1605年不同於其他地震的海嘯地震慶長地震。
與此碑文關聯較強的是1707年寶永地震、1854年安政東海地震與安政南海地震。作為參考，宝永地震與安政南海地震有海嘯對大坂破壞大於地震的共同點。而寶永地震海嘯襲擊大坂破壞的河川橋樑範圍大於安政南海地震。碑文記載，儘管遭受寶永地震海嘯強烈襲擊，安政南海地震時的大坂住民多未充分傳承防範震後海嘯的意識。此碑建立前後，地震與海嘯開始，各種災害發生。

### 伊賀上野地震影響
安政南海地震海嘯襲擊大坂約半年前的1854年7月9日，伊賀上野地震襲擊大坂。為免於餘震受害，大坂住民一時上船避難。
安政南海地震時，不僅有人逃往空地，還有人上船避難。逃往船上避難是死於海嘯者增加的主要原因。

### 石碑建立後
大地震兩川口津浪記石碑立於1855年7月。
石碑建立後的南海海槽大規模地震截至20世紀末還有1944年昭和東南海地震、1946年昭和南海地震，規模都小於寶永地震，也小於安政南海地震，海嘯規模也是相同的大小順序。震源比昭和東南海地震接近大阪的昭和南海地震，對大阪也只有輕微的海嘯損害，接下來發生的南海地震海嘯在大阪也沒有昭和南海地震的程度。
石碑建立後，大阪灣岸填海造地。此外，由於地下水抽取，大阪市及週邊地域大範圍內的軟弱地層壓密下陷。經受如此地層下陷，為警戒颱風帶來的高潮危害，儘管大阪灣港灣部建造大規模堤防，除上町臺地外，大阪市市域標高基本不足5公尺。加上1933年御堂筋線部份開業，大阪市開始開發地下鐵。1957年12月大阪市最早地下街難波地下中心開業，開始開發地下街。
由於以上主要原因，除高潮、河川增水與集中豪雨等水災，海嘯襲擊也會侵害留有大地震兩川口津浪記的大阪平野。也有指出大阪灣岸有防潮堤、水門等設備，但這些設備有可能由於地震無法運作。

## 碑文內容
碑文以安政南海地震時襲擊大坂海嘯的危害及其發生經過為中心，弔慰死者，並刻有當時人所考慮將來發生大地震時應留意的事項，以及向未來人的請求。

### 海嘯與地震危害
碑文記載，除木津川、安治川外，海嘯還上遡道頓堀，很多橋樑遭沖出，河邊建築遭破壞，船隻遭沖走，擔心餘震致使建築倒塌而上船避難的人多數死亡。同時提及1707年寶永地震時海嘯溺死者很多，但知者甚少，此次安政南海地震再次出現多數溺死者。並明確高潮與海嘯完全不同。當時雖無土壤液化的用語，碑文也有喚起對此類現象的注意。碑文也有寶永地震、安政南海地震等實際發生液化現象的記錄。安政南海地震對大坂的危害以21世紀初頭所稱御堂筋以西地區最為突出。然而海嘯危害遠大於地震。向大阪灣襲來的海嘯上遡河川，對大坂危害甚大。

### 慰靈
碑文弔慰死者，以佛教為主題，有弔慰海嘯死者的意思。還記錄大坂海嘯危害，有讓後世不忘海嘯，注意震後海嘯襲来的強烈意思。

### 地震時的留意點
碑文提醒地震時應注意火災，安政地震時大坂亦有警戒。此次地震時，大坂數處起火，消火而不致大火。安政南海地震中有人上船避難而死，碑文提醒絕對不要上船避難。

### 向未來住民的請求
碑文最後希望理解此碑意義的人在碑文上墨以便閱讀。

## 石碑保存
大地震兩川口津浪記為石碑，無地藏尊，而當地稱之「御地藏」（お地蔵さん），並管理。
1903年9月24日此碑前舉行弔慰安政南海地震死者的50回忌法要，行事前後石碑週邊實行整備。
石碑立成以來幾經移設。具體而言，是1915年架設大正橋時、1976年大正橋改建施工時，以及2004年至2006年阪神難波線施工時。幾經移設，碑文最後書寫於21世紀初頭，碑文文字保持墨黑狀態。
2007年4月6日以「大地震兩川口津浪記石碑」之名作為歷史資料，獲指定為大阪市有形文化財。
碑文內容在大阪城天守閣等處亦有保存。

## 位置
截至2015年，大地震兩川口津浪記位於大阪府大阪市浪速區幸町3丁目9番。

### 引用
1. ↑  山口 2019，第14頁.
2. ↑  山口 2019，第12、16頁.
3. ↑  山口 2019，第42、43頁.
4. 1 2 3  福和，第22、23頁.
5. ↑  中央防災會議 2005，第62頁.
6. ↑  中央防災會議 2005，第46、58頁.
7. ↑  福和，第24—27頁.
8. ↑  中央防災會議 2005，第44頁.
9. 1 2  中央防災會議 2005，第51頁.
10. ↑  福和，第24、25頁.
11. ↑  中央防災會議 2005，第55頁.
12. ↑  龜田弘行,  , , ,   [2022-02-22], （原始内容存档于2022-02-22）
13. 1 2 3  中央防災會議 2005，第90頁.
14. ↑  都司 2003，第22頁.
15. ↑  都司 2003，第20頁.
16. ↑  都司 2003，第21頁.
17. ↑  山口 2019，第17頁.
18. ↑  山口 2019，第67頁.
19. ↑  山口 2019，第89頁.
20. ↑  山口 2019，第12頁.
21. ↑  山口 2019，第83頁.
22. ↑  朝日新聞東京本社地域報道部.  . 朝日新聞社. 2001-04-15: 160. ISBN 4-02-228295-9.
23. ↑  山口 2019，第16—19頁.
24. ↑  龜田弘行,  , , ,   [2022-02-22], （原始内容存档于2022-02-22）
25. 1 2 3 4 5 6  山口 2019，第51頁.
26. ↑  長尾 2012，第17頁.
27. ↑  若松加壽江.  . 東京大學出版會. 2018-03-09: 96、97. ISBN 978-4-13-063713-8.
28. 1 2  中央防災會議 2005，第45頁.
29. ↑  中央防災會議 2005，第42、81頁.
30. 1 2  長尾 2012，第18頁.
31. ↑  中央防災會議 2005，第49頁.
32. ↑  中央防災會議 2005，第50頁.
33. ↑  都司嘉宣,  (PDF): 5, 2005  [2022-02-22], （原始内容存档 (PDF)于2021-04-23）
34. ↑  武者金吉,  : 347—348, 1951
35. 1 2  長尾 2015，第160頁.
36. ↑  長尾 2015，第161頁.
37. ↑  長尾 2012，第17、18頁.
38. 1 2  . 大阪歷史博物館.   [2022-02-22]. （原始内容存档于2021-04-23）.
39. ↑  . 大阪市.   [2022-02-22]. （原始内容存档于2021-04-26）.

### 來源
- 山口覺; 水田憲志; 金子直樹; 吉田雄介; 中窪啓介; 矢嶋巖.  . 密涅瓦書房（日语：ミネルヴァ書房）. 2019-06-20. ISBN 978-4-623-08484-5.
- 福和伸夫（日语：福和伸夫）.  (PDF).   [2022-02-22]. （原始内容 (PDF)存档于2022-03-01）.
- .  .  (PDF) (报告). 2005  [2022-02-22]. （原始内容 (PDF)存档于2021-10-06）.
- 都司嘉宣（日语：都司嘉宣）.  (PDF). 2003  [2022-02-22]. （原始内容 (PDF)存档于2022-03-01）.
- 長尾武.  (PDF). 京都歷史災害研究. 2012, (13)  [2022-02-22]. （原始内容 (PDF)存档于2022-02-27）.
- 長尾武.  (PDF). 歷史地震. 2015, (30)  [2022-02-22]. （原始内容 (PDF)存档于2022-03-01）.